# Lethal (gruppo musicale)
I Lethal sono un gruppo musicale heavy metal statunitense formatosi a Erlanger, nel Kentucky, nel 1982

## Storia del gruppo
Vennero fondati dai fratelli Eric e Glen Cook, rispettivamente chitarrista e bassista, insieme al batterista Jay Simpson ed al cantante Brian Goins; lo stesso anno Chuck Gollar si aggiunse come secondo chitarrista, ma fu presto rimpiazzato da Dell Hull.

Nel 1984 Goins venne sostituito da Tom Malicoat e in seguito Adrian Powers subentrò a Simpson; con questa formazione incisero il demo The Arrival che uscì nel 1987.

L'anno seguente furono contattati dalla Metal Blade per la realizzazione del primo album in studio che vide l'ingresso del nuovo batterista Jerry Hartman. Il disco d'esordio venne pubblicato nel 1990 col titolo di Programmed e presentò uno stile musicale debitore di band quali Queensrÿche e Fates Warning.
Lo stesso anno David McElfresh prese il posto di Hull.
In seguito entrarono in studio per la registrazione dell'EP Your Favourite God che uscì nel 1995 tramite la Bullet Proof Records. In quel periodo siglarono un accordo con la Massacre Records per la pubblicazione di Poison Seed, il loro secondo full-length che uscì nel 1996.

L'anno successivo la stessa etichetta ristampò anche il precedente EP con l'aggiunta di una canzone che vide la collaborazione di Pat O'Brien, all'epoca chitarrista dei Nevermore. Con queste ultime due pubblicazioni, introdussero alcune soluzioni stilistiche vicine al groove metal, una scelta che non giovò alla band chel 1999 si sciolse.
Da giugno del 2006 il gruppo è nuovamente in attività, avendo partecipato a vari festival tra cui il Bang Your Head!!! del 2007, l'Headbangers Open Air del 2008 e il Keep it True del 2014.
Il 23 agosto 2012 Eric Cook, lo storico chitarrista e fondatore del gruppo, è deceduto a causa di una malattia.

## Formazione

### Formazione attuale
- Tom Mallicoat – voce (1984-1999, 2006-oggi)
- David McElfresh – chitarra (1990-1999, 2006-oggi)
- Chris Brown – chitarra (2013-oggi)
- Glen Cook – basso (1982-1999, 2006-oggi)
- Jerry Hartman – batteria (1988-1999, 2006-oggi)

### Ex componenti
- Jay Simpson – batteria (1982-1985)
- Adrian Powers – batteria (1985-1988)
- Chuck Gollar – chitarra (1982-1983)
- Dell Hull – chitarra (1983-1990)
- Eric Cook – chitarra (1982-1999, 2006-2012)
- Brian Goins – voce (1982-1984)

## Discografia

### Album in studio
- 1990 - Programmed
- 1996 - Poison Seed

### EP
- 1995 - Your Favorite God

### Demo
- 1987 - The Arrival